# Bolelouc
Bolelouc (německy Bolelautz) je severní část městyse Dub nad Moravou v okrese Olomouc. Prochází zde silnice II/435. V roce 2009 zde bylo evidováno 163 adres. V roce 2001 zde trvale žilo 416 obyvatel.
Bolelouc leží v katastrálním území Dub nad Moravou o výměře 15,21 km².

## Název
Jméno vesnice bylo odvozeno od osobního jména Bolelút (obsahujícího v první části staré bolí - "větší", ve druhé kořen přídavného jména lútý - "lítý") a znamenalo "Bolelútův majetek". Místní jména odvozená od osobních jmen zakončených na -út/-ut (jako Chořelice, Olomouc, Seloutky) patří k nejstarším a vyskytují se jen na starém sídelním území.

## Historie
První písemná zmínka o obci pochází z roku 1232.

## Pamětihodnosti
- Kaplička stojí na okraji části Svárov
- Kaple sv. Rozálie
- Přírodní památka Deylův ostrůvek (Boleloucká skalka)
- Přírodní památka Tučapská skalka
- Obecní park Bolelouc s naučnou stezkou Bolelouc
- Zvonice Bolelouc